# Georgy Vladimirovich Ivanov
Georgy Vladimirovich Ivanov (tiếng Nga: Гео́ргий Влади́мирович Ива́нов, 29 tháng 10 năm 1894 – 26 tháng 8 năm 1958) – nhà thơ, nhà văn Nga, một trong những nhà thơ hải ngoại lớn nhất của Nga.

## Tiểu sử
Georgy Ivanov sinh ở Kovno (Kaunas, Litva), là con trai của một sĩ quan. Học trường sĩ quan lục quân ở Saint Petersburg. In thơ từ năm 1910, năm 1911 in tập thơ đầu tiên: Отплытие на остров Цитеру, tiếp đó là các tập Горница (1914), Вереск (1916). Thơ Ivanov chịu sự ảnh hưởng của Igor Severyanin, Nikolai Stepanovich Gumilyov, Mikhail Alekseevich Kuzmin. Là thành viên của Xưởng thơ (Цех поэтов) từ năm 1917 và là cộng tác viên thường xuyên của tạp chí Apollo.
Tháng 9 năm 1922 Ivanov đi sang Đức. Từ tháng 10 năm 1922 đến tháng 8 năm 1923 ông sống ở Berlin. Tháng 10 năm 1923 ông gặp vợ - nữ nhà thơ Irina Vladimirovna Odoyetseva cũng đã ra nước ngoài từ tháng 8 năm 1922. Sau khi chuyển sang Pháp, Ivanov trở thành một trong những nhà thơ nổi tiếng nhất trong cộng đồng Nga lưu vong ở Pháp. Thập niên 1930 ông cùng với Georgi Victorovich Adamovich thành lập tạp chí Числа. Thời kỳ Thế chiến II gia đình ông sống trong vùng bị phát xít Đức chiếm đóng. Từ năm 1955 cho đến cuối đời ông sống ở Hyeres, miền nam nước Pháp. Ông mất ở Hyeres. 

## Tác phẩm
Thơ:
- Отплытье на о. Цитеру. Поэзы. (1912, по названию картины Ватто Embarquement pour l'ile de Cythere)
- Горница (1914)
- "Памятник славы", Изд. Лукоморье, обложка Е. Нарбута, Петроград (1915)
- Вереск (1916, 2-е изд. в другом составе текстов 1923)
- "Сады", третья книга стихов, Изд. Петрополис, Петербург (1921)
- "Лампада" книга первая, Изд. Мысль, Петроград (1922)
- Розы (1931)
- Отплытие на остров Цитеру. Избранные стихи (1937)
- Портрет без сходства (1951)
- 1943-1958. Стихи (1958)
- Несобранное, Orange/CT. 1987

Văn xuôi:
- Петербургские зимы (1928) В воспоминаниях Иванова дана художественная, написанная без соблюдения хронологии, картина литературной жизни и портреты близких ему писателей. При этом реальные события и факты Иванов вольно совмещал с легендами, слухами и собственными фантазиями, что вызвало резко негативные отклики некоторых современников, в частности М.Цветаевой и А.Ахматовой.
- Третий Рим. Роман, ч. 1 // «Современные записки», №39-40, 1929; фрагменты из ч. 2 // «Числа», №2-3, 1930
- Распад атома (1938)
- Книга о последнем царствовании. Исторические эссе, Сост. В. Крейд, Orange/CT., 1990

Các tuyển tập:
- Иванов Георгий. Стихотворения. Третий Рим (роман). Петербургские зимы. Китайские тени. Литературные портреты. Сер: Из литературного наследия. М. "Книга" 1989
- Иванов Г. Собрание сочинений, тт. 1-3. М., 1994
- Иванов Г. Закат над Петербургом. М., 2002 («ОЛМА-ПРЕСС»)
- Иванов Г. Стихотворения. СПб., 2004 («Новая библиотека поэта»)
- Иванов Г.В. Название: "Стихи. Проза". Город: Екатеринбург. Из-во: "У-Фактория". Серия: "Российская поэзия". Год: 2007.

## Một số bài thơ
| Tiếng chim họa mi Tiếng chim họa mi trên rặng trúc đào Cửa bờ giậu đóng vào nghe buồn bã Trăng ghé vào sau đám mây. Còn ta Đang kết thúc con đường trần đau khổ. Đường đau khổ ta từng thấy trong mơ Với lưu đày, tình yêu và lầm lỡ. Nhưng không quên điều với ta đã hứa Hồi sinh bằng thơ về lại nước Nga. Những cơn lạnh đang đến Những chiếc lá lìa cành Nước sẽ thành băng cứng Còn em, tình của anh? Và tuyết trắng, tuyết trắng Sẽ bao phủ mặt sông Đời không còn sung sướng... Còn em, tình của anh? Nhưng với xuân yêu thương Tuyết sẽ tan trở lại Ánh sáng quay trở lại Còn em, tình của anh? Mùa xuân Mùa xuân không thể nói gì cùng ta Có thể là, mùa xuân không tìm được. Chỉ quãng đường u ám giữa nhà ga Những ngọn đèn sáng lên trong phút chốc. Chỉ ai đó cúi đầu trên sân ga Chào ai đó giữa trời đêm xanh biếc Chỉ vương miện sáng lên rất yếu ớt Phía trên mái đầu bất hạnh của ta. Anh không xin tình Anh không xin tình, chẳng hát về mùa xuân Nhưng em hãy nghe anh hát chỉ một mình. Chẳng lẽ anh đã có thể làm gì, em tự xét Không điên cuồng khi đưa mắt nhìn tuyết. Khu vườn giản đơn, một ngày bình thường Nhưng vì sao khắp nơi tiếng chuông ngân. Họa mi hót vang và hoa trên tuyết Em hãy nói vì sao, hay em chẳng biết? Chẳng lẽ anh đã có thể làm gì, em hãy xem Không điên cuồng khi nhìn vào mắt em? Anh không nói "hãy tin" và "hãy nghe" gì hết Nhưng biết rằng em cũng đang nhìn tuyết. Tình yêu của anh nhìn qua bờ vai em Vào thiên đường tuyết, nơi có hai chúng mình. Bản dịch của Nguyễn Viết Thắng | В ветвях олеандровых трель соловья В ветвях олеандровых трель соловья. Калитка захлопнулась с жалобным стуком. Луна закатилась за тучи. А я Кончаю земное хожденье по мукам, Хожденье по мукам, что видел во сне — С изгнаньем, любовью к тебе и грехами. Но я не забыл, что обещано мне Воскреснуть. Вернуться в Россию — стихами. Настанут холода Настанут холода, Осыпятся листы - И будет льдом - вода. Любовь моя, а ты? И белый, белый снег Покроет гладь ручья И мир лишится нег... А ты, любовь моя? Но с милою весной Снега растают вновь. Вернутся свет и зной - А ты, моя любовь? Мне весна ничего не сказала Мне весна ничего не сказала - Не могла. Может быть - не нашлась. Только в мутном пролете вокзала Мимолетная люстра зажглась. Только кто-то кому-то с перрона Поклонился в ночной синеве, Только слабо блеснула корона На несчастной моей голове. Не о любви прошу, не о весне пою Не о любви прошу, не о весне пою, Но только ты одна послушай песнь мою. И разве мог бы я, о, посуди сама, Взглянуть на этот снег и не сойти с ума. Обыкновенный день, обыкновенный сад, Но почему кругом колокола звонят, И соловьи поют, и на снегу цветы. О, почему, ответь, или не знаешь ты? И разве мог бы я, о посуди сама, В твои глаза взглянуть и не сойти с ума? Не говорю "поверь", не говорю "услышь", Но знаю: ты сейчас на тот же снег глядишь, И за плечом твоим глядит любовь моя На этот снежный рай, в котором ты и я. |